# Новая Пушта
Новая Пушта — упразднённый посёлок в Кондинском районе Ханты-Мансийского автономного округа — Югры. Входил в состав сельского поселения Болчары. Исключен из учётных данных в 1997 году.

## География
Находился на правом берегу реки Конда в истоке протоки Подборная, в 34 км, по прямой, к юго-западу от села Болчары.

## Климат
Климат резко континентальный, зима суровая, с сильными ветрами и метелями, продолжающаяся семь месяцев. Лето относительно тёплое, но быстротечное.

## История
По всей видимости образован переселенцами из деревень Зимняя и Летняя Пушта располагавшихся на противоположном берегу Конды. В качестве населённого пункта зарегистрирован в 1961 году.

## Население
| 1989 |
| ---- |
| 1    |